# Irving Reiner
Irving Reiner (* 8. Februar 1924 in Brooklyn; † 28. Oktober 1986 in Urbana (Illinois)) war ein US-amerikanischer Mathematiker, der sich mit Darstellungstheorie von Algebren und Gruppen und Zahlentheorie befasste.

## Leben
Reiner studierte am Brooklyn College (Bachelor-Abschluss 1944) und an der Cornell University, mit einem Master-Abschluss 1945 (mit einem Thema aus der Zahlentheorie binärer quadratischer Formen) und der Promotion 1949  bei Burton Jones (A generalization of Meyer´s theorem). Er war ab Anfang der 1950er Jahre Professor an der University of Illinois at Urbana-Champaign.
1947/48 und 1954 bis 1956 war er am Institute for Advanced Study. Er war Gastprofessor unter anderem in London und an der University of Warwick.
Anfangs befasste er sich mit Fragen zur allgemeinen linearen Gruppe über den ganzen Zahlen (Automorphismen, klassische Untergruppen, Generatoren u. a.), ab etwa 1955 mit Darstellungstheorie. Sein Buch mit Charles W. Curtis (damals an der University of Wisconsin in Madison) über Darstellungstheorie endlicher Gruppen und zugehöriger Algebren ist ein Standardwerk und machte beide bekannt.
1962 war er Guggenheim Fellow und 1963 erhielt er einen Distinguished Alumni Award des Brooklyn College.
Mit Klaus Roggenkamp organisierte er mehrere Oberwolfach Konferenzen (wie Orders and their Applications 1984).

## Schriften
- mit L. K. Hua: Automorphisms of the unimodular group. In: Transactions of the American Mathematical Society. Band 71, Nr. 3, 1951, S. 331–348, doi:10.2307/1990696.
- Integral representations of cyclic groups of prime order. In: Proceedings of the American Mathematical Society. Band 8, Nr. 1, 1957, 142–146, doi:10.2307/1990696.
- mit Charles W. Curtis: Representation theory of finite groups and associative algebras (= Pure and Applied Mathematics. 11). Interscience Publishers, New York NY u. a. 1962, (Neuauflage in zwei Bänden als: Methods of representation theory. With applications to finite groups and orders. Wiley, New York NY u. a. 1981–1987, ISBN 0-471-18994-4 (Band 1), ISBN 0-471-88871-0 (Band 2)).
- mit Alex Heller: Representations of cyclic groups in rings of integers. 1, 2. In: Annals of Mathematics. Serie 2, Band 76, Nr. 1, 1962, S. 73–92, doi:10.2307/1970266; Band 77, Nr. 2, 1963, S. 318–328, doi:10.2307/1970218.
- mit Alex Heller: Grothendieck Groups of Orders in semisimple algebras. In: Transactions of the American Mathematical Society. Band 112, Nr. 2, 1964, S. 344–355, doi:10.2307/1994300.
- Integral representation algebras. In: Transactions of the American Mathematical Society. Band 124, Nr. 1, 1966, S. 111–121, doi:10.2307/1994438.
- mit Tsit Yuen Lam: Relative Grothendieck Groups. In: Journal of Algebra. Band 11, Nr. 2, 1969, S. 213–242, doi:10.1016/0021-8693(69)90055-6.
- A survey of integral representation theory. In: Bulletin of the American Mathematical Society. Band 76, Nr. 2, 1970, S. 159–227, doi:10.1090/S0002-9904-1970-12441-7.
- mit Stephen Ullom: Class groups of integral group rings. In: Transactions of the American Mathematical Society. Band 170, 1972, S. 1–30, doi:10.2307/1996291.
- Maximal Orders (= LMS Monographs. 5). Academic Press, London u. a. 1975, ISBN 0-12-586650-X (Reissued with corrections and new foreword. (= London Mathematical Society Monographs. New Series. 28). Oxford University Press, Oxford u. a. 2003, ISBN 0-19-852673-3.
- Class groups and Picard groups of group rings and orders (= Regional Conference Series in Mathematics. 26). American Mathematical Society, Providence RI 1976, ISBN 0-8218-1676-4.
- Topics in integral representation theory. In: Reiner, Klaus W. Roggenkamp: Integral representations (= Lecture Notes in Mathematics. 744). Springer, Berlin u. a. 1979, ISBN 3-540-09546-2, S. 1–143.